# Detlef Hoffmann
Detlef Hoffmann (geboren 2. Oktober 1940 in Hamburg; gestorben 10. Juni 2013 in Hamburg) war ein deutscher Kunsthistoriker.

## Leben
Detlef Hoffmann studierte Kunstgeschichte und Philosophie in Hamburg, Freiburg, Frankfurt am Main, München und Berlin. Er wurde 1968 an der Universität Freiburg bei Willibald Sauerländer mit einer Arbeit über die Karlsfresken Alfred Rethels promoviert. Von 1968 bis 1971 forschte er mit einem Stipendium der DFG zur Kulturgeschichte der Spielkarten. Von 1971 bis 1980 arbeitete er am Historischen Museum in Frankfurt am Main und als Lehrbeauftragter an der Frankfurter Universität.
Hoffmann erhielt 1981 eine Professur für Kunst- und Designgeschichte an der Fachhochschule Hamburg, von 1982 bis zu seiner Emeritierung 2006 lehrte er als Professor für Kunstgeschichte an der Universität Oldenburg. Dort wurde auf seine Initiative der Masterstudiengang Museum und Ausstellung eingerichtet. 1991–1994 war er an das Kulturwissenschaftliche Institut in Essen (KWI), 1994–1995 an das Zentrum für Interdisziplinäre Forschung Bielefeld (ZIF) beurlaubt, wo er zur Erinnerungskultur forschte und lehrte. 2007/2008 war er Mitglied der Expertenkommission zur Museumsregistrierung Niedersachsens und Bremens. Seit 2006 war er neben seiner regen Publikations- und Ausstellungstätigkeit als Berater für die Neuausrichtung der Lüneburger Museen tätig. Am 1. März 2015 wurde er posthum mit der Medaille der Hansestadt Lüneburg geehrt.
Zwanzig Jahre (1984–2004) konzipierte und moderierte er in der Evangelischen Akademie Loccum öffentliche Kolloquien mit Kunsthistorikern und Wissenschaftlern anderer Disziplinen und gab insgesamt 19 Tagungsbände der Loccumer Protokolle heraus.
Hoffmann war seit 1965 mit der Psychologischen Psychotherapeutin Maria Hoffmann-Lüning verheiratet, mit der er zwei Söhne hat. Er lebte zuletzt in München und im Heidedorf Wesel.

## Wirken
Detlef Hoffmann gilt als einer der Reformer der Kunstgeschichte nach 1968. Er begriff Kunstgeschichte als Geistes- und Sozialgeschichte und setzte sich für die Versöhnung von Hoch- und Populärkultur in der Kunstgeschichte ein, die sich auch der massenhaften Bildproduktion von Fotografie, Film, Werbung und Comics öffnete.
In seiner Frankfurter Zeit wirkte er gegen heftige Widerstände bei der Neuausrichtung des Historischen Museums mit, bei der die Alltags-, Frauen- und Arbeitergeschichte einbezogen und die Ausstellungsdidaktik neu konzipiert wurde.
Ab 1973 amtierte er für einige Jahre als Vorstandsmitglied des Ulmer Vereins und zeitweiliger Mitherausgeber der Kritischen Berichte.
Hoffmann publizierte seit 1970 zahlreiche Aufsätze zur Fotografie und zur Fotografiegeschichte. Seine Forschungen konzentrierten sich besonders auf die Diskussion des Mediums als historisches Dokument und auf dessen Funktion im Spannungsfeld von Realität, Erinnerung und Gedächtnis.
1973 bis 1995 war Hoffmann wissenschaftlicher Berater des Deutschen Spielkartenmuseums in Leinfelden-Echterdingen. Er war 1974 bis 1977 Präsident der International Playing-Card Society (IPCS), Kurator zahlreicher Ausstellungen und veröffentlichte mehr als 50 Publikationen zu Spielkarten.
Seit den 1990er-Jahren erforschte Detlef Hoffmann mit besonderem Interesse die Erinnerungspolitik zu den Verbrechen in der Zeit des Nationalsozialismus. Er leitete zusammen mit Jonathan Webber das EU-Projekt "Civil Society and Social Change after Auschwitz" in Oswiecim und Krakau. Er kuratierte u. a. die Ausstellung "Representations of Auschwitz", Kraków 1995 und wirkte im Wissenschaftlichen Beirat der 2001 eröffneten Wanderausstellung  Vernichtungskrieg. Verbrechen der Wehrmacht 1941-1944. Hoffmann war Mitglied des Stiftungsrats der Stiftung Gedenkstätte Buchenwald und Mittelbau-Dora und beratend für die Gedenkstätten Neuengamme und Wewelsburg tätig. Er war Mitglied der Guernica-Gesellschaft.
Seine letzte große Ausstellung Lawrence von Arabien wurde als Sonderausstellung im Landesmuseums Natur und Mensch und im Kölner Rautenstrauch-Joest-Museum gezeigt.

## Veröffentlichungen (Auswahl)
Monographien
- mit Mamoun Fansa (Herausgeber): Lawrence von Arabien. Genese eines Mythos. Ausstellungskatalog Oldenburg 2010
- Zeitgeschichte aus Spuren ermitteln. Ein Plädoyer für ein Denken vom Objekt aus, in: Zeithistorische Forschungen/Studies in Contemporary History, Online-Ausgabe, 4 (2007) H. 1+2, URL
- Das Gedächtnis der Dinge: KZ-Relikte und KZ-Denkmäler 1945-1995. Frankfurt: Campus, 1997 (als Herausgeber)
- Kultur- und Kunstgeschichte der Spielkarte. Marburg: Jonas-Verl., 1995
- mit Karl Ermert (Hrsg.): Kunst und Holocaust: bildliche Zeugen vom Ende der westlichen Kultur. Rehburg-Loccum: Evangelische Akademie Loccum, 1993.
- mit Almut Junker: Laterna magica. Lichtbilder aus Menschenwelt und Götterwelt. Berlin: Frölich und Kaufmann, 1982
- mit Doris Pokorny; Albrecht Werner-Cordt: Arbeiterjugendbewegung in Frankfurt, 1904-1945: Material zu einer verschütteten Kulturgeschichte. Lahn-Giessen: Anabas-Verlag 1978
- mit Sabine Rauch (Hrsg.): Comics: Materialien zur Analyse eines Massenmediums. Texte und Materialien zum Literaturunterricht, Frankfurt am Main: Diesterweg 1975
- Die Karlsfresken Alfred Rethels. Freiburg i. B., 1968 (Diss. Freiburg 1968)

Anthologien
- Welt - Kunst – Pädagogik - Kunstvermittlung zwischen westlichen Kunst-Konzepten und globalen Fragestellungen, in: Loccumer Protokoll Nr. 29/04, Rehburg-Loccum 2005, ISBN 978-3-8172-2904-8
- Kunst nach dem Krieg, in: Loccumer Protokoll Nr. 72/03, Rehburg-Loccum 2004, ISBN 978-3-8172-7203-7
- Kunst der Welt oder Weltkunst? Die Kunst in der Globalisierungsdebatte, in: Loccumer Protokoll Nr. 21/01, Rehburg-Loccum 2003, ISBN 978-3-8172-2102-8
- Vermächtnis der Abwesenheit - Spuren traumatisierender Ereignisse in der Kunst, in: Loccumer Protokoll 22/00, Rehburg-Loccum 2001, ISBN 978-3-8172-2200-1
- "Die Bildnerei der Geisteskranken" - Kunst von Außenseitern im Spannungsfeld der modernen Kunst, in: Loccumer Protokoll 70/99, Rehburg-Loccum 2001, ISBN 978-3-8172-7099-6
- Der Traum vom Gesamtkunstwerk, in: Loccumer Protokoll Nr. 09/98, Rehburg-Loccum 1998, ISBN 978-3-8172-0998-9
- Trauer und Klage, in: Loccumer Protokoll Nr. 66/97, Rehburg-Loccum 1998, ISBN 978-3-8172-6697-5
- Haltung - Gestik - Körpersprache - Der menschliche Körper in der Kommunikation, in: Loccumer Protokoll Nr. 75/96, Rehburg-Loccum 1997, ISBN 978-3-8172-7596-0
- Der Angriff der Gegenwart auf die Vergangenheit - Denkmale auf dem Gelände ehemaliger Konzentrationslager, in: Loccumer Protokoll Nr. 05/96, Rehburg-Loccum 1996, ISBN 978-3-8172-0596-7
- Das Opfer des Lebens - Bildliche Erinnerung an Märtyrer, in: Loccumer Protokoll Nr. 12/95, Rehburg-Loccum 1996, ISBN 978-3-8172-1295-8
- Orte der Erinnerung - Wie ist heute sichtbar, was einmal war?, in: Loccumer Protokoll Nr. 18/94, Rehburg-Loccum 1996, ISBN 978-3-8172-1894-3
- Deutschlandbilder - Oder doch nur Bilder von Deutschland?, in: Loccumer Protokoll Nr. 65/90, Rehburg-Loccum 1991, ISBN 978-3-8172-6590-9